# 2017 OF201
2017 OF201 ist ein extremes transneptunisches Objekt und ein Zwergplanetenkandidat mit einem geschätzten Durchmesser von mindestens 500 Kilometern. Mit einer absoluten Helligkeit zwischen 3 und 4 ist er möglicherweise das hellste bekannte Objekt im Sonnensystem, für das es keine direkte Größenangabe gibt. Sein letzter Perihel war im November 1930.
Die Entdeckung von 2017 OF201 könnte eine Herausforderung für die Hypothese der Existenz von Planet X/Planet 9 darstellen. Die meisten transneptunischen Objekte mit extrem weiten und exzentrischen Umlaufbahnen neigen dazu, sich zu häufen. Diese Anhäufung motivierte die Idee eines möglichen 9. Planeten, der ihre Umlaufbahn beeinflusst. Die Modellierung des hypothetischen Planeten hätte 2017 OF201 in einem Zeitraum von weniger als 100 Millionen Jahren aus seiner derzeitigen Umlaufbahn herausgeschleudert. Da sich 2017 OF201 jedoch derzeit auf seiner Umlaufbahn befindet, könnte dies eine Herausforderung für die Existenz von Planet 9 darstellen.

## Orbit
Er umkreist die Sonne in einem Abstand von 880 AE und benötigt etwa 25.000 Jahre, um einen Umlauf um die Sonne zu vollenden. 2017 OF201 hat eine Umlaufbahn mit einer Exzentrizität von 0,95 und einer Bahnneigung von 16,21. Damit befindet sich dieses Objekt in der Nähe der Grenze zwischen der Region der Scattered Kuiper Belt Objects (SKBO) und der Oortschen Wolke. 
2017 OF201 hat eine der am weitesten entfernten Aphelien der bekannten transneptunischen Objekte, ähnlich wie 2013 SY99 und übertroffen von 2019 EU5, die alle drei Perihelien innerhalb der Kuiper-Klippe haben und somit eine gewisse Wechselwirkung mit Neptun haben oder hatten.